# 王政柱
王政柱（1915年10月15日—2001年4月8日），原名王正柱，湖北省麻城县乘马区（今顺河镇）银树村人。中国人民解放军开国少将。

## 生平
1928年参加赤色儿童团。1929年参加赤色少年先锋队。1930年9月随少年先锋模范营集体参加中国工农红军。1930年11月入团。任红四方面军第四军10师28团战士、班长、1932年初任28团政治处宣传员，1932年4月任红十师政治部通信员，1932年6月任红十师政治部宣传科及组织科科员。1933年3月转党。1933年5月任红十师师部（不久改为红四军军部）书记。1935年5月任红四方面军总指挥部参谋。1935年8月任红军总司令部第一局作战科作战参谋、1936年7月任作战科副科长、科长。1937年1月至8月入抗日军政大学第二期学习。
抗日战争中，1937年8月任八路军总司令部作战参谋，1938年6月任作战科副科长，1939年任作战科科长。1940年3月至7月在北方局党校第三期学习。1940年7月任八路军前总作战科科长。1943年3月7日在麻田八路军副司令彭德怀命令王政柱回延安时把八路军前总积攒的190两黄金和8斤金银首饰带给党中央。1943年5月17日到达延安，11月入中共中央党校二部第十支部学习，参加整风运动。1944年7月任军委一局第二处副处长兼第三科科长。1944年9月奉命同美军驻延安观察组进行联络。1944年底，西北局评出74名陕甘宁边区特等劳动模范，王政柱荣获“特等模范工作者”称号。
第二次国共内战中，1946年6月任中央军委总参谋部第一局副局长兼中央书记处延安枣园作战室主任，1947年3月任西北野战兵团副参谋长，1947年7月任西北野战军第一副参谋长。
1949年11月任第一野战军暨西北军区司令部副参谋长。1951年1月兼任第一野战军兼西北军区直属党委书记。1951年5月任中国人民志愿军副参谋长兼志愿军总防疫委员会委员、志愿军直属党委保密委员会主任。1952年9月兼任志愿军直属党委书记。1952年12月兼任志愿军党委保密委员会副主任。1953年1月任志愿军西海岸指挥部参谋长。荣获朝鲜民主主义人民共和国一级自由独立勋章，一级、二级国旗勋章各一枚。1954年4月回国，1954年6月任青岛海军基地副司令员。1956年7月任青岛海军基地司令员，1959年12月离任。1962年3月任海军副参谋长，1963年11月任南海舰队第一副司令员，1968年11月至1971年11月任海军后勤部部长。1980年12月至1982年12月任总后勤部副部长、1983年至1985年任总后勤部顾问。兼任红四方面军战史编辑委员会常委会兼办公室副主任，红四方面军战史修改委员会兼办公室第一副主任。1987年离休。
中共七大候补代表。1955年被授予少将军衔。荣获二级八一勋章、二级独立自由勋章、一级解放勋章。1988年荣获一级红星功勋荣誉章。

## 家庭

### 夫人
- 罗健：1924年出生。1939年6月在抗大入党。1943年5月30日在延安王家坪结婚 ，历任八路军总部机要员，第一野战军司令部机要秘书。新中国成立后，历任第一野战军兼西北军区司令部机要秘书、中国人民志愿军西海岸指挥所司令部秘书组长、海军青岛基地子弟小学校长、红四方面军战史办 资料组副组长、海军南海舰队政治部离退休办公室主任、原总后勤部管理局师职离休干部

### 子女
- 王延：1962年7月考入哈军工，曾任海军驻航天二院总军事代表、高级工程师、海军大校，从事舰载导弹技术工作至退休，娶丁秋生中将长女丁一心